# Salticinae
Salticinae es una subfamilia de arañas saltarinas, de las que comprende más del 90% de las especies conocidas. La subfamilia se divide en dos clados sin clasificar: Amycoida y Salticoida.